# 毛利元雅
毛利 元雅（もうり もとまさ、元禄15年（1702年） - 享保21年2月23日（1736年4月3日））は、長州藩一門家老である大野毛利家の第4代当主。
兄は山内広通。正室は大江家第26代当主益田就賢（1672-1733）の娘、子は毛利広圓、国司就将室、福原広門室。幼名は幾之進。初名は尭登。通称は伊勢。

## 生涯
元禄15年（1702年）、長州藩寄組山内広直の次男として生まれる。母は側室。宝永7年（1710年）、永代家老益田家分家益田広明の家督を相続し、益田尭登と名乗る。正徳3年（1713年）、一門家老大野毛利家3代元直死去により、その家督と遺領6074石の相続を命じられる。実父広直の正室が毛利就頼の娘で、その養育を受けていた縁での養子入りであった。後に開作（干拓）により知行6156石となる。加判役（家老）、江戸留守居家老として藩主毛利吉元、宗広の2代に仕えた。享保21年（1736年）2月23日没。享年35。家督は嫡男の広圓が相続した。

## 関連文献
発行年順。

- 『史料編 近世1』上巻、〈山口県史〉、1996年-、NCID BN14473800。
  - 36頁-「毛利氏系統略」
  - 「毛利三代実録」
  - 「毛利四代実録」
- 『史料編 近世1』下巻、NCID BN14473800。
  - 「毛利三代実録考証」
- 原慶三「益田氏系図の研究—中世前期益田氏の実像を求めて—」『東京大学史料編纂所研究紀要』第23号、2013年3月、22-42頁。中世前期の益田一族の系図の検証。
- 西田友広「中世前期の石見国と益田氏」『石見の中世領主の盛衰と東アジア海域世界―御神本一族を軸に―』島根県古代文化センター〈島根県古代文化センター研究論集〉、2018年3月。